# 黑貓中隊
黑貓中隊為中華民國空軍在1961年成立高空戰略偵察機部隊——空軍第35偵察中隊的別稱，使用的隊徽即為「黑貓」。在冷戰期間配合美國中央情報局執行深入中國大陸的高空戰略偵察與電子偵測任務。

## 歷史背景

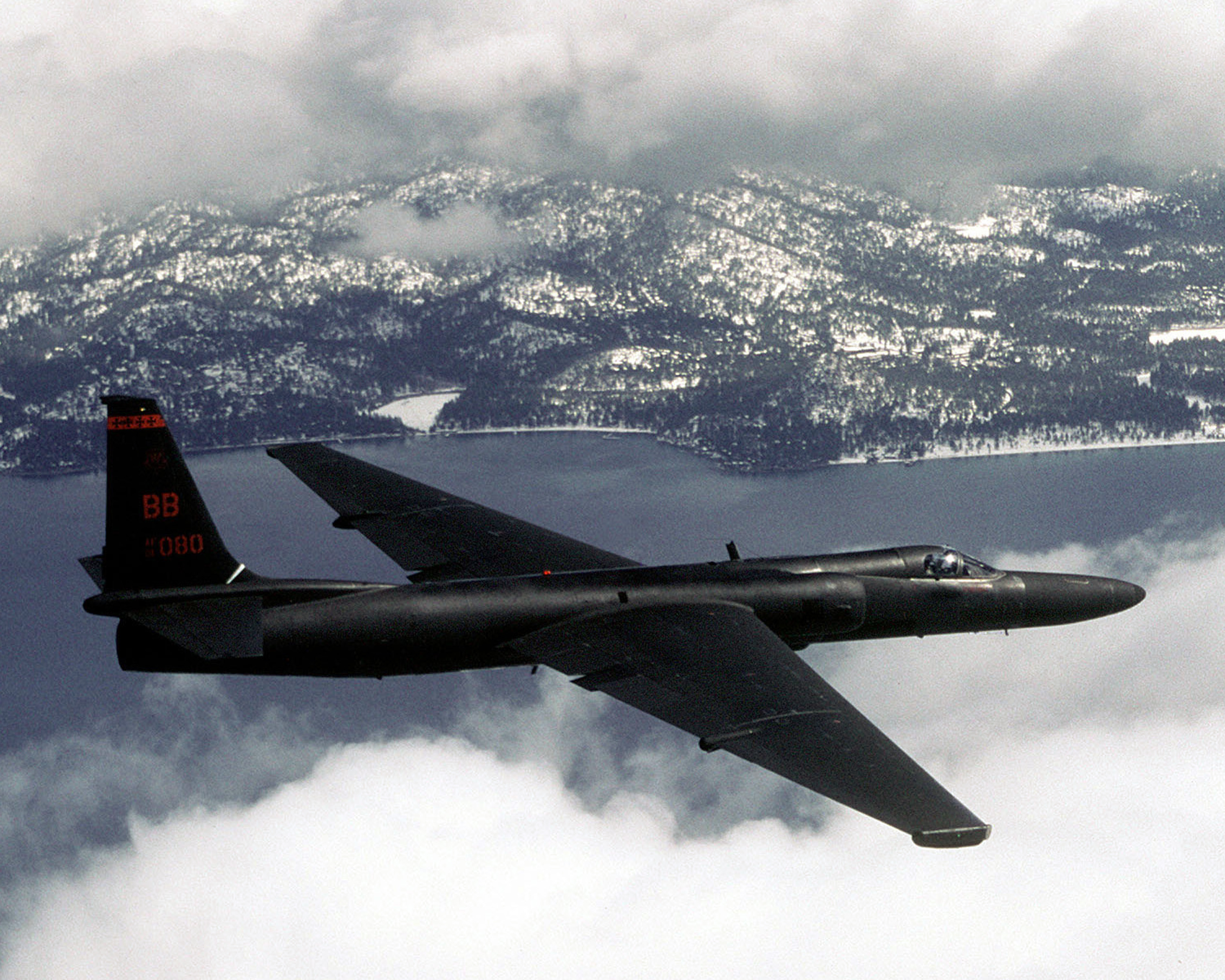
U-2偵察機

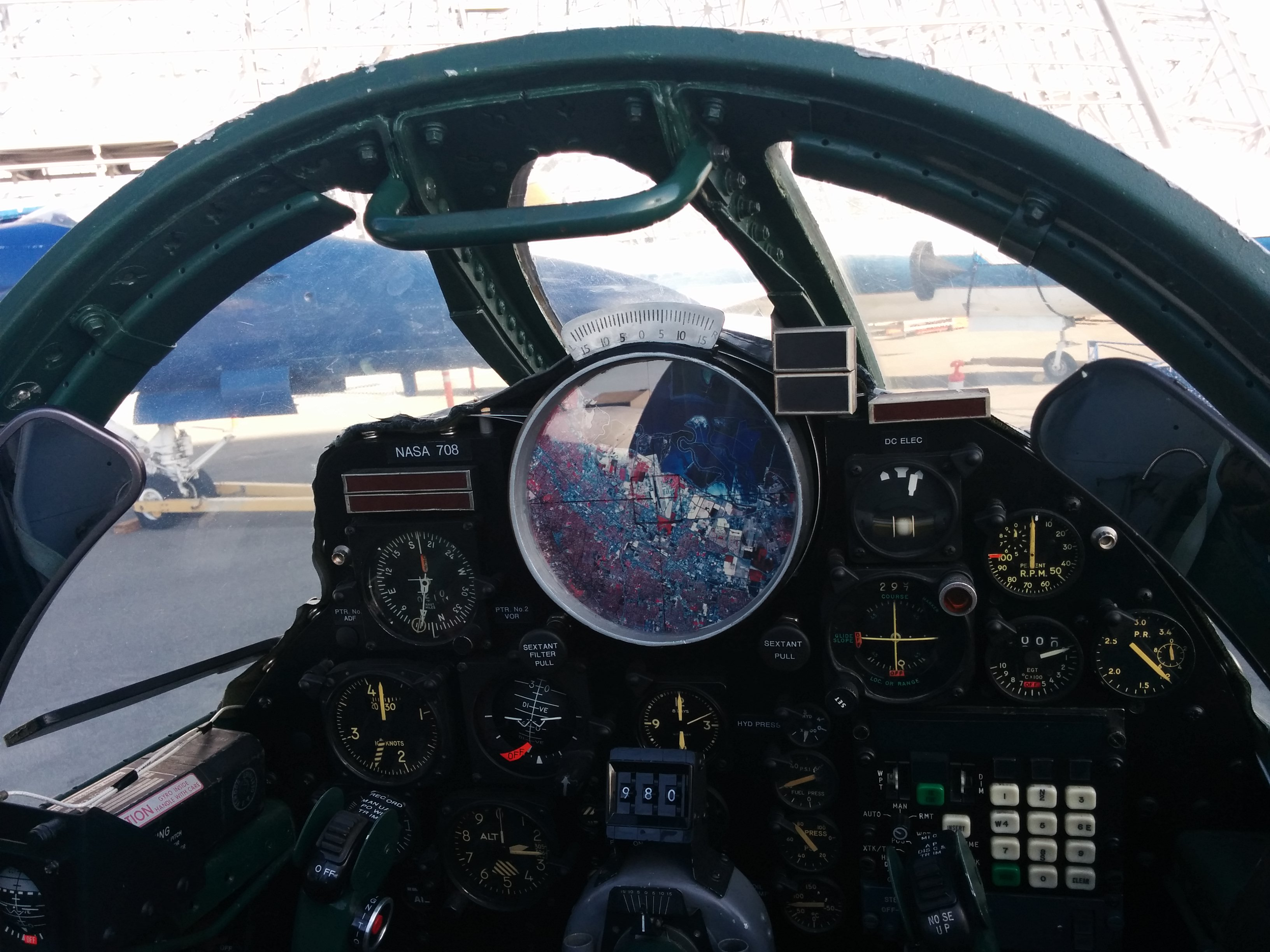
U-2 座艙內之航差矯視器，也可及早發現米格機或飛彈以迴避之。

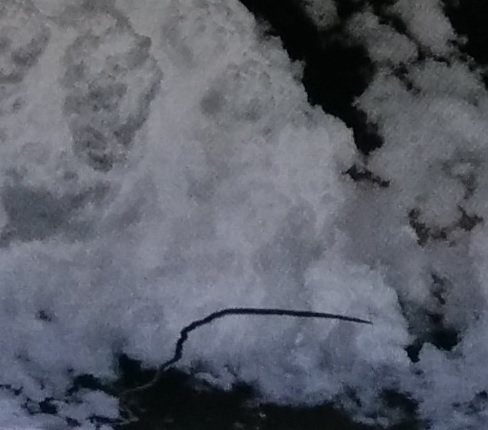
1966年某次偵察任務途中，莊人亮在矯視器中看見這枚飛來的飛彈，當天他迴避了3枚飛彈。有5位黑貓中隊飛行員遭飛彈擊落殉職或被俘。 來源: 解密的中情局CIA照片

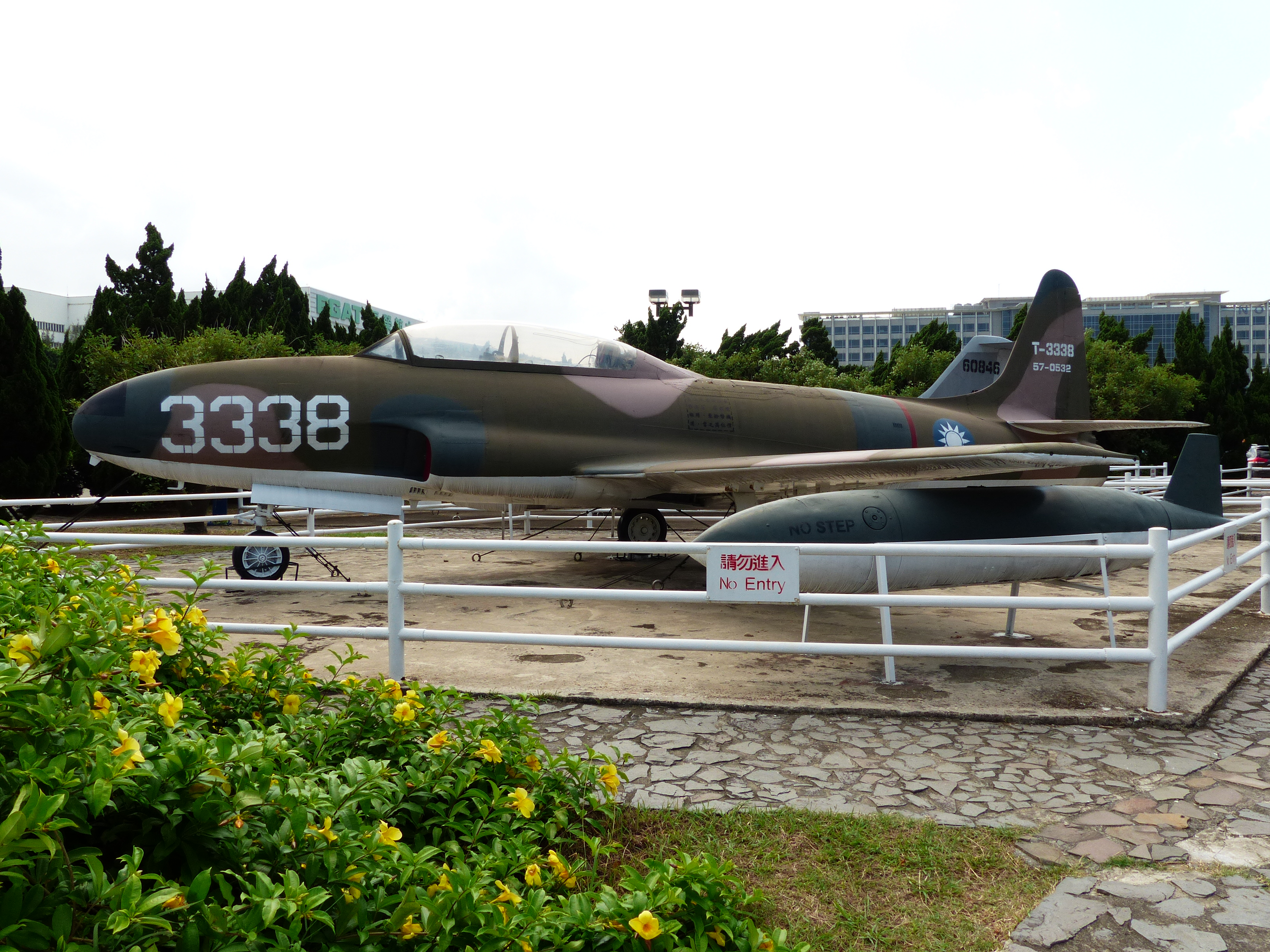
航空科學館戶外展示的中華民國空軍T-33A攻擊教練機

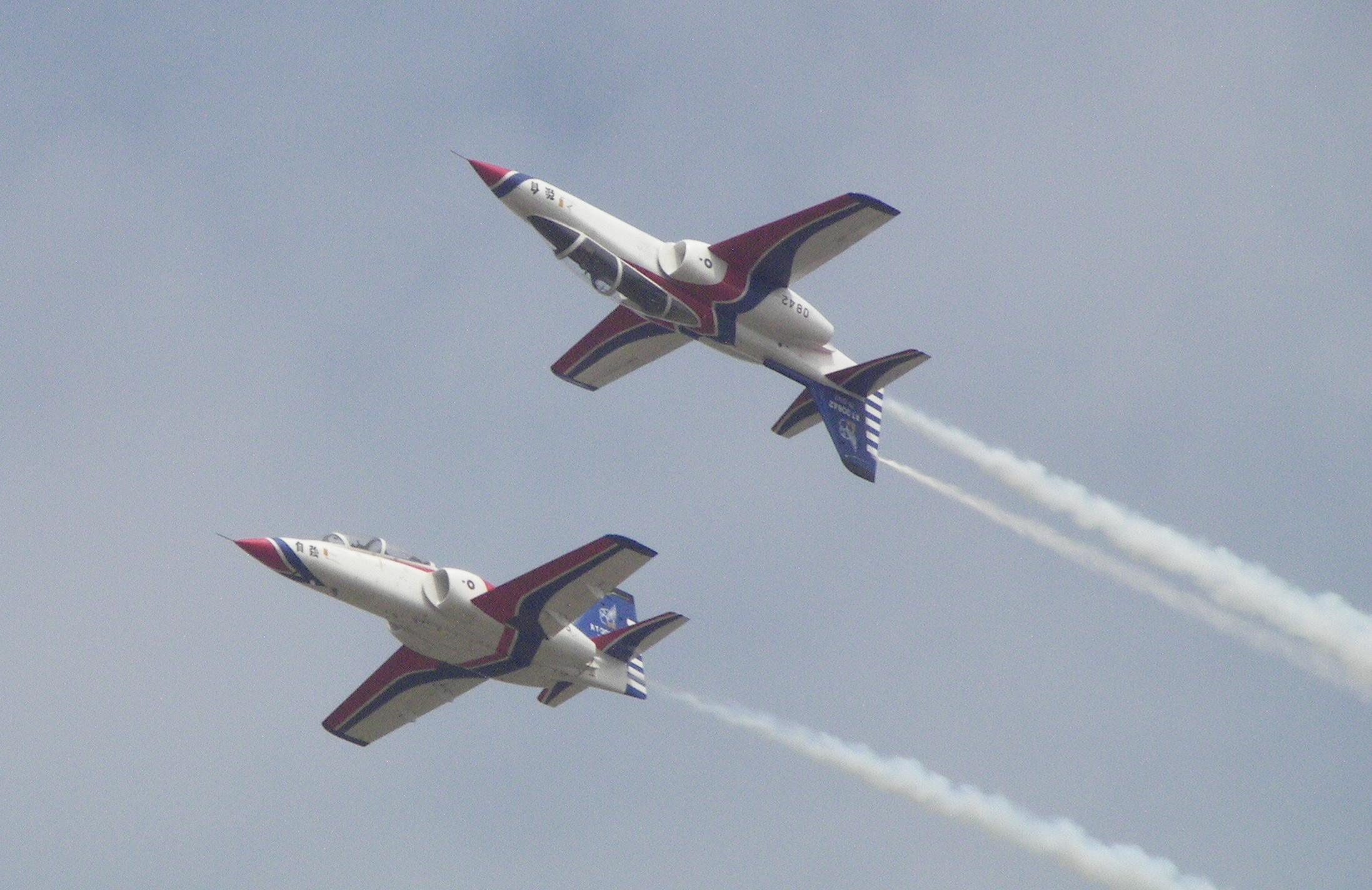
AT-3自強號高級教練-輕攻擊機

冷戰初期，間諜衛星照相技術未成熟，低空偵照在風險上過高。於是美國中央情報局和已遷台的中華民國政府合作高空戰略偵察中國大陸，1958年12月取得合作共識，合作代號《快刀計劃》，美國提供U-2偵察機和技術支援，中華民國提供飛行員和後勤基地，並重新啟用「空軍第35偵察中隊」番號，部隊別名「黑貓中隊」。1959年3月，中華民國首批6位飛行員抵達美國Laughlin空軍基地開始U-2A偵察機駕駛訓練，訓練期間因操作失誤損失1架U-2A，1959年9月，首批完訓5名飛行員返國待命。1960年5月1日，美國中情局1架U-2偵察機執行蘇聯領空偵察任務時遭擊落，飛行員弗朗西斯·加里·鮑爾斯跳傘被俘，被處以10年徒刑而震驚全世界，「美、蘇高峰會議」被迫取消，美國迫於國際壓力，撤離部署在西德、土耳其及日本的三個U-2偵察機特遣隊，時任美國總統艾森豪公開保證不會再對蘇聯及東歐國家執行高空戰略偵察。1960年6月，美國中情局再度密訪中華民國空軍公館基地及桃園基地；1960年7月，中華民國空軍首批U-2A偵察機完訓5名飛行員再度赴美接受U-2C偵察機換裝訓練。1960年10月19日，雙方在台北市美國中情局駐台情報站—美國海軍輔助通訊中心（Naval Auxiliary Communications Center，NACC）決議使用空軍桃園基地、後勤支援事項及具體偵察行動執行與成果分享事宜。1960年12月，美國中情局獲得國務院及海關核准的U-2偵察機出口許可證以求自保。
黑猫中隊有一項特殊的規定，就是上校中隊長不輪值作戰任務。原因是中隊長參與全盤機密作業，萬一被擊落俘虜，恐遭刑求而洩密，這是政策也是命令。
1961年1月13日首架深藍色的U-2C偵察機及美國中情局G特遣隊與H特遣隊進駐空軍桃園基地，G特遣隊由中情局美籍飛行員執行東南亞地區戰略偵察任務，H特遣隊則由中華民國空軍黑貓中隊飛行員執行中國大陸戰略偵察任務。1961年2月1日中華民國空軍成立「氣象偵察隊」，直屬空軍總部情報署，由美國中情局提供洛克希德U-2偵察機，專責執行對中國大陸偵照任務，重啟「空軍第35中隊」番號，俗稱「黑貓中隊」，駐地為空軍桃園基地。1966年改為「空軍氣象偵察研究組」。
1962年1月13日，黑貓中隊陳懷少校成功駕駛U-2C偵察機執行首次中國大陸內陸戰略偵察任務。自1962年到1965年期間，黑貓中隊共深入中國大陸內陸戰略偵察三十餘架次。自1966年後深入中國大陸內陸戰略偵察任務減少，改以中國大陸沿海15浬外斜照相戰略偵察任務為主。1972年2月21日，時任美國總統尼克森訪問北京，承諾停止在中國大陸的偵察任務；1974年4月1日美國駐台北大使馬康衛告知時任中華民國行政院長蔣經國，美國政府將不再延續《快刀計畫》，同時將陸續撤離空軍清泉崗基地的兩支配備F-4C中隊及空軍台南機場內搭載核彈頭的美軍MGM-1飛彈屠牛士地對地巡弋飛彈。雙方於1974年6月達成共識，1974年7月29日美國中情局H特遣隊美籍飛行員將空軍桃園基地兩架黑色的U-2R偵察機飛回美國愛德華空軍基地，美國空軍C-130運輸機開始執行二十餘架次運輸任務撤離在台裝備，1974年10月1日美國中情局G特遣隊及H特遣隊撤離完畢並歸還空軍桃園基地機棚及廠房等設施；中華民國空軍總司令部於1974年11月1日裁編「空軍氣象偵察研究組」，黑貓中隊戰略偵察任務正式結束。
從1962年到1974年之間，黑貓中隊28位飛行員共執行220次高空戰略偵察任務，10位殉職，2位被俘，只有16位功成身退，在訓練任務及中國大陸偵察任務期間共損失16架U-2偵察機。
黑貓中隊在十三年的戰略偵察任務期間，完成偵察中華人民共和國第一次和第二次核試爆，和偵照中國大陸青海、新疆、華北、西北、東北、東南各省及中越邊界的重要軍事設施，任務涵蓋面積一千餘萬平方公里，遍及中國大陸三十餘省。
1977年6月16日中華民國空軍總司令部於空軍清泉崗基地第427聯隊恢復成立「第35作戰中隊」，一般俗稱「第35羚羊夜攻中隊」。配備武裝化的T-33A教練攻擊機，全隊分成三個夜攻分隊和一個反電子分隊。1983年8月1日「第35作戰中隊」奉令改為「第35作戰隊」，1989年9月換裝20架中華民國自製的AT-3攻擊機，1992年7月1日因任務需要，「第35作戰隊」奉令改隸空軍新竹基地第499聯隊，1995年10月17日移駐空軍官校，1999年2月1日「第35作戰隊」再次裁編，裁編後所屬AT-3攻擊機均由漢翔航空工業改裝為AT-3自強號高級教練機規格，並移編空軍官校空軍飛行訓練指揮部(飛訓部)戰鬥組執行高級教練機任務迄今。

## 戰略偵察
黑貓中隊負責擔任高空深入中國大陸重要軍事地區，執行高空戰略偵察、電子偵測及偵照任務，蒐集中華人民共和國人民解放軍軍備、核子武器與飛彈研發等戰略偵察任務。

## 黑貓隊徽
1960年，35中隊的飛行員陳懷生，在駐韓美軍烏山空軍基地受訓時，以當時飛行員常去的附近一間小酒吧的名字與店徽為基礎（很可能就是基地裡的官兵俱樂部「Black Cat Lounge」），為U-2偵察機設計了一個黑貓圖案，飛行員們又特地訂作了一批標有黑貓圖案的夾克，因此35中隊被稱為「黑貓中隊」。
- 黑貓造型——代表U-2機身正面
- 耳朵——代表敏銳的感應器
- 金色貓眼——代表透徹銳利的高空偵照相機
- 貓鬚——代表偵測天線
- 長脖子下端——代表下視鏡方向
- 紅色襯底——象徵被赤化的中國大陸

隊徽後來為美國第5戰略偵察中隊所沿用。1974年，中央情報局將U-2計畫移交給美國空軍第99戰略偵察中隊、100戰略偵察聯隊，並以「黑貓計畫」為名，移駐烏山基地進行受訓。1976年，100戰略偵察聯隊改編為第9戰略偵察聯隊第2分部，1977 年，以「OSCAR」命名，成為第2分部的吉祥物。1994 年，第2分部改編為第9戰略偵察聯隊第5戰略偵察中隊， OSCAR仍然是吉祥物。該中隊操作的機種是U-2以及其後繼機種、同為凱利·詹森所設計的SR-71黑鳥式偵察機。

## 編制飛機

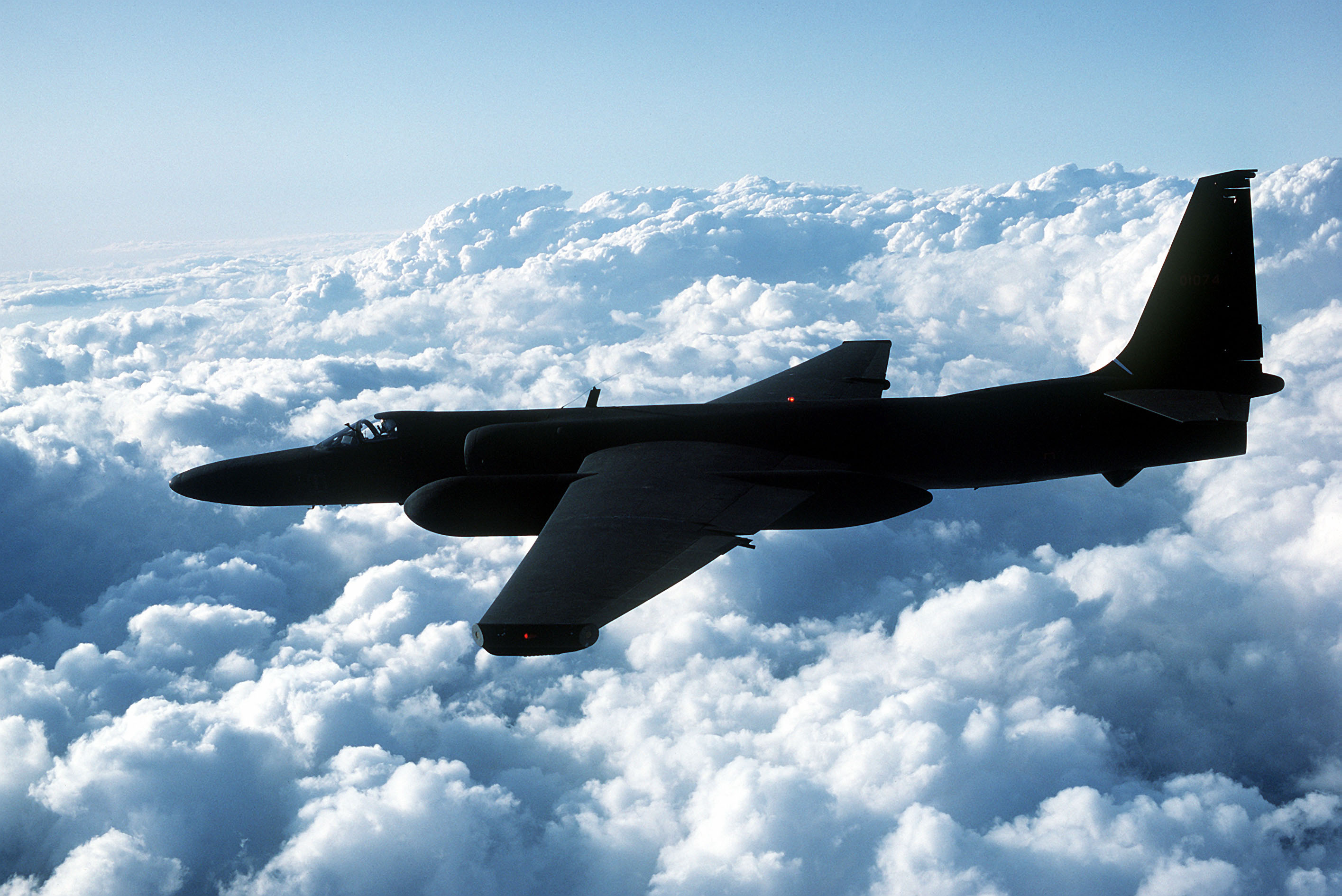
U-2高空戰略偵察機。

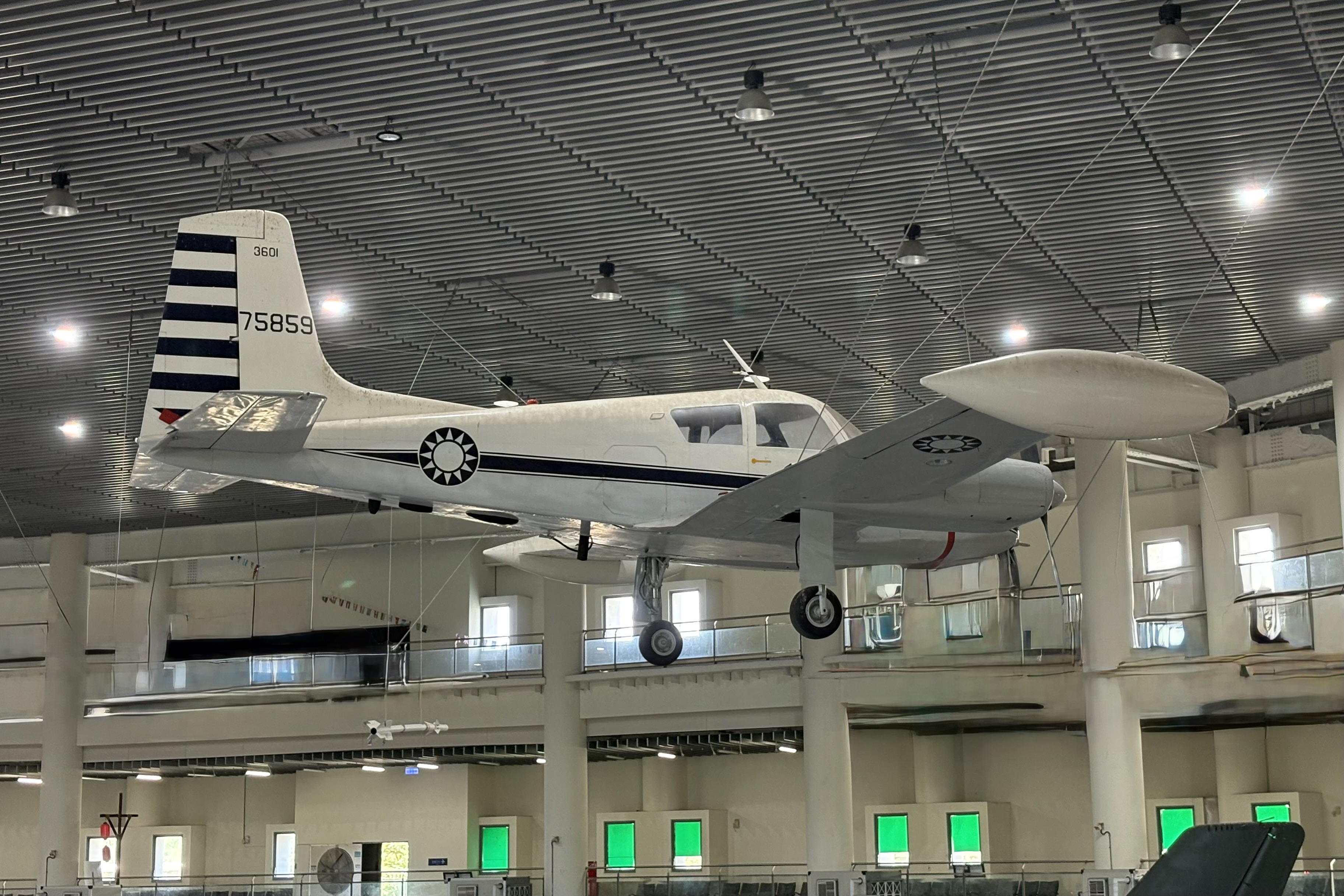
塞斯納U-3A(編號3601)輕型連絡機，又稱塞斯納310。2025年5月17日攝於高雄市岡山區航空教育展示館。

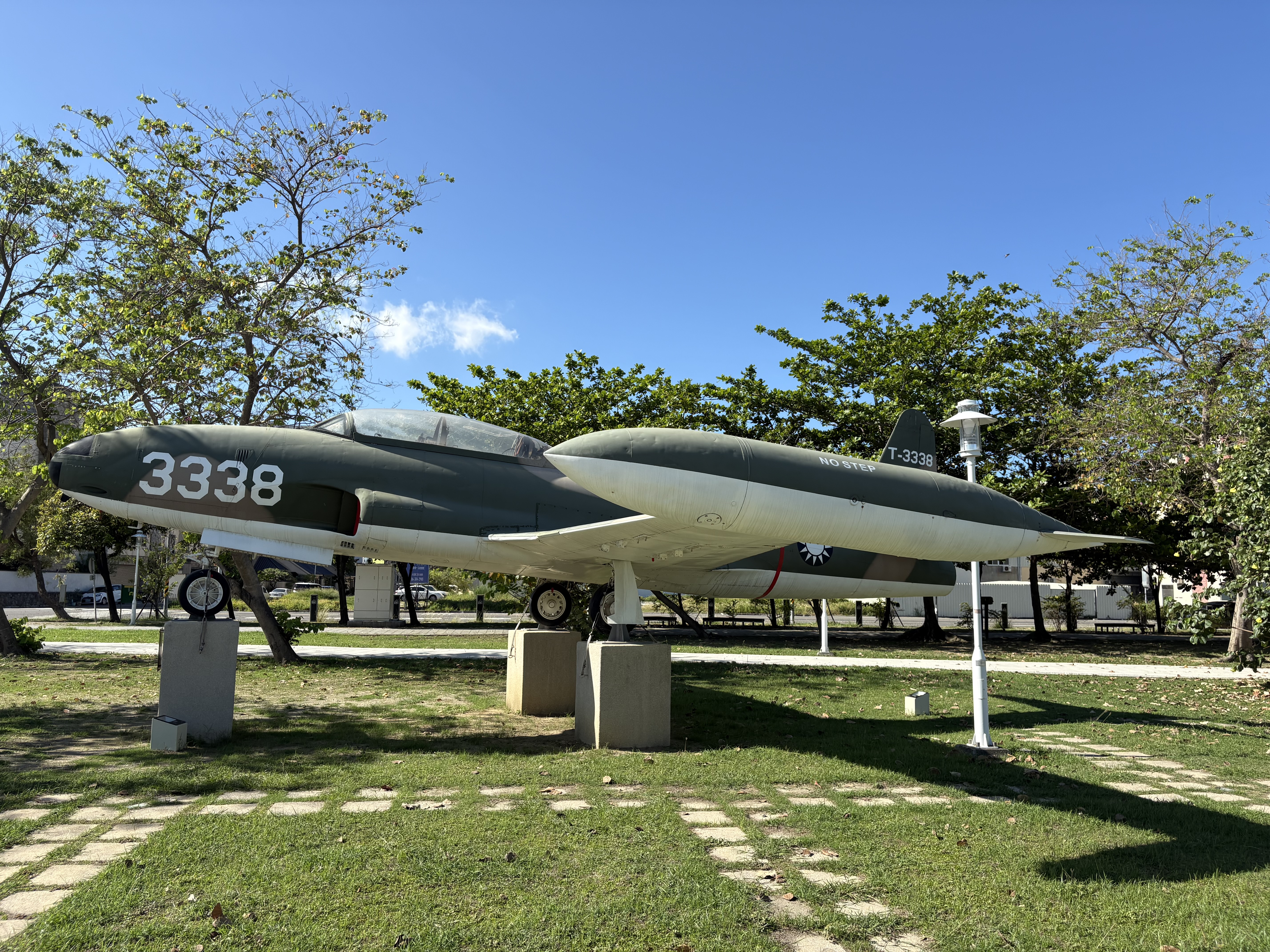
洛克希德T-33A(編號3338)射星式噴射教練機(除役)，2025年5月17日攝於台南市安平區林默娘公園

| 編制機型  | 編制架數 | 編制任務             | 備註 |
| --------- | -------- | -------------------- | --- |
| U-2C/U-2R | 2架      | 高空戰略偵察任務     | 美國中情局負責維持2架U-2任務機駐防中華民國空軍桃園基地 |
| U-3A      | 1架      | 行政支援任務         | U-2任務機因故轉降其他機場時由U-3A連絡機負責運送技術人員及器材。1961年2月1日第35中隊成立時，本架連絡機由美軍提供，擔任U-2高空戰略偵察機起降航線訓練、伴飛、連絡與交通機。 |
| T-33A     | 1架      | 待命隊員熟習飛行任務 | 雙座噴射教練機 |

## 完訓隊員
| 編號 | 完訓年份 | 飛行官 | 空官期別 | 偵照次數 | 退伍軍階   | 備註 |
| ---- | -------- | ------ | -------- | -------- | ---------- | --- |
| 1    | 1959年   | 楊世駒 | 25期     | 8次      | 上校       | 1960年3月調任第35中隊駕駛U-2、1965年5月16日升任第35中隊第二任中隊長、2011年12月11日病逝於美國拉斯維加斯享壽87歲 |
| 2    | 1959年   | 郄耀華 | 26期     | 0次      | 少校(追晉) | 1960年3月調任第35中隊駕駛U-2、1961年3月19日執行訓練任務於桃園基地失事殉職享年35歲、2010年3月26日入祀國軍忠烈祠 |
| 3    | 1959年   | 王太佑 | 26期     | 9次      | 上校       | 1960年3月調任第35中隊駕駛U-2戰略偵察機、1963年10月調任第12中隊副隊長駕駛RF-104戰術偵察機、1964年1月調任第4中隊長駕駛RF-101戰術偵察機、1969年6月1日升任第35中隊第三任中隊長、2021年7月8日病逝美國洛杉磯享耆壽95歲 |
| 4    | 1959年   | 華錫鈞 | 26期     | 10次     | 二級上將   | 1959年10月獲美軍頒授飛行優異十字勳章、1960年3月調任第35中隊駕駛U-2、1990年代IDF之父、2017年1月24日病逝於中華民國臺中榮民總醫院享耆壽91歲 |
| 5    | 1959年   | 陳懷生 | 28期     | 4次      | 上校(追晉) | 1960年3月調任第35中隊駕駛U-2、1962年9月9日執行偵照任務於江西南昌失事殉職享年35歲 |
| 6    | 1963年   | 李南屏 | 31期     | 7次      | 上校(追晉) | 1958年調任第4中隊駕駛RF-101戰術偵察機、1963年8月調任第35中隊駕駛U-2、1964年7月7日執行偵照任務於福建漳州失事殉職享年34歲 |
| 7    | 1963年   | 葉常棣 | 34期     | 3次      | 少校       | 1957年調任第12中隊駕駛RF-84、1959年調任第4中隊駕駛RF-101、1963年8月調任第35中隊駕駛U-2、1963年11月1日於江西南昌遭解防軍擊落被俘囚禁勞改19年、1982年11月10日於香港獲釋、1983年5月2日美國中情局安排赴美定居、1983年5月5日向美國中情局總部完成「1963年11月1日偵照任務歸詢」、1988年底英國軍史作家 Chris Pocock 從事一本名為《蛟龍夫人(Dragon Lady)》的研究U-2專書訪問張立義及葉常棣的遭遇、1990年4月聯合報出版中文版《黑貓中隊》引起國人熱議、1990年5月立法委員趙少康質詢國防部長郝柏村有關張立義及葉常棣返國事宜獲得肯定答案、1990年6月駐美代表處聯繫張立義及葉常棣辦理護照及返國機票事宜、1990年9月5日返國辦理退伍、2016年11月16日病逝中華民國台北市享壽84歲 |
| 8    | 1963年   | 王錫爵 | 30期     | 10次     | 中校       | 1964年7月6日調任第35中隊駕駛U-2、1967年中校退伍後輔導轉任華航機師、1986年5月3日駕駛華航334號班機叛逃至廣州白雲機場 |
| 9    | 1964年   | 張立義 | 30期     | 5次      | 少校       | 1953年首批赴美完訓F-84、1964年7月6日調任第35中隊駕駛U-2、1965年1月10日於內蒙古包頭遭解放軍擊落被俘囚禁勞改18年、1982年11月10日於香港獲釋、1983年5月2日美國中情局安排赴美定居、1983年5月5日向美國中情局總部完成「1965年1月10日偵照任務歸詢」、1988年底英國軍史作家 Chris Pocock 從事一本名為《蛟龍夫人(Dragon Lady)》的研究U-2專書訪問張立義及葉常棣的遭遇、1990年4月聯合報出版中文版《黑貓中隊》引起國人熱議、1990年5月立法委員趙少康質詢國防部長郝柏村有關張立義及葉常棣返國事宜獲得肯定答案、1990年6月駐美代表處聯繫張立義及葉常棣辦理護照及返國機票事宜、1990年9月5日返國辦理退伍、2019年6月12日病逝中華民國台北市享耆壽90歲                             |
| 10   | 1963年   | 梁德培 | 37期     | 0次      | 少校(追晉) | 1964年3月23日駕駛U-2C執行訓練任務於東海海域失事殉職得年28歲 |
| 11   | 1964年   | 王政文 | 33期     | 6次      | 上校(追晉) | 1965年10月22日駕駛U-2C執行訓練任務於東北海域失事殉職享年33歲 |
| 12   | 1964年   | 吳載熙 | 39期     | 6次      | 少校(追晉) | 1961年初調任雷虎特技小組成員、1966年2月19日駕駛U-2C執行訓練任務迫降台中水湳機場失事殉職享年32歲、1968年9月入祀國軍忠烈祠 |
| 13   | 1965年   | 余清長 | 34期     | 6次      | 中校(追晉) | 1966年6月21日駕駛U-2C執行訓練任務於琉球海域失事殉職享年33歲 |
| 14   | 1965年   | 劉宅崇 | 30期     | 10次     | 上校       | 1965年調任第35中隊駕駛U-2C、1970年8月16日升任第35中隊第四任中隊長、1973年11月16日上校退伍後輔導轉任遠航機師、1985年2月4日病逝中華民國台北市享年56歲 |
| 15   | 1965年   | 莊人亮 | 39期     | 10次     | 少校       | 1957年分發第3大隊第28中隊駕駛F-86F及F-104、1965年調任第35中隊駕駛U-2C、1967年5月7日執行新疆羅布泊乾湖試爆場投擲感測器的「Tabasco」任務、1967年偕同張燮赴美接受SR-71型黑鳥式戰略偵察機換裝訓練、1969年少校退伍後赴美進修並創業，2013年5月11日病逝於中華民國台北市享壽76歲 |
| 16   | 1966年   | 范鴻棣 | 38期     | 17次     | 中校       | 1968年赴美接受Fortune Cookie特種訓練、1968年3月16日執行第35中隊最後一次深入中國大陸內陸偵照任務、1970年中校退伍後輔導轉任華航機師，2023年4月29日病逝於中華民國台北市享壽88歲 |
| 17   | 1966年   | 張燮   | 35期     | 8次      | 上校(追晉) | 1967年8月31日執行新疆羅布泊乾湖試爆場檢測感測器運作的收發報機任務、1967年偕同莊人亮赴美接受SR-71型黑鳥式戰略偵察機換裝訓練、1969年1月5日執行青島至廈門沿海偵照任務時於基隆東北外海165浬處飛機故障墜海失事殉職享年35歲、2010年3月26日入祀國軍忠烈祠 |
| 18   | 1967年   | 鄒燕錦 | 37期     | 2次      | 少校       | 1967年8月10日執行個人首次C257C偵照任務、1968年5月31日執行個人最後一次C078C偵照任務、1968年因健康因素離隊並轉任華航機師 |
| 19   | 1967年   | 黃榮北 | 39期     | 1次      | 中校(追晉) | 1967年9月8日駕駛U-2C執行偵照任務於浙江嘉興失事殉職得年29歲 |
| 20   | 1968年   | 黃七賢 | 36期     | 6次      | 上校(追晉) | 1967年調任第35中隊駕駛U-2C、1968年赴美接受Fortune Cookie特種訓練、1970年11月24日駕駛U-2C執行訓練任務於桃園基地失事殉職享年35歲、2010年3月26日入祀國軍忠烈祠 |
| 21   | 1968年   | 李伯偉 | 41期     | 8次      | 中將       | 1967年調任第35中隊駕駛U-2C、1971年調任空軍總部特業小組、1974年調任駐韓國副武官、1978年調任空軍總部連絡室副主任、1979年調任駐沙國大漠案連絡組副組長、1980年調任空軍總司令辦公室隨員秘書、1981年調任空軍總部作戰署電子作戰組長、1983年調任駐美勤協組長、1987年升任空軍總部情報署長、1990年升任國防部情報參謀次長、1995年調任聯勤總部副總司令、1998年中將屆齡退伍轉任華視副總經理、2000年升任華視董事長、2002年卸任華視董事長 |
| 22   | 1968年   | 王濤   | 33期     | 19次     | 上校       | 1953年分發第5大隊第26中隊駕駛F-47及F-86、1968年4月調任第35中隊駕駛U-2、1969年4月8日執行黑貓中隊首次新型U-2R作戰任務、1973年11月16日升任第35中隊第五任中隊長、1974年11月1日第35中隊解編後上校退伍申請輔導轉任華航機師、1989年自華航機師屆齡退休、2011年9月20日病逝於中華民國台北市享壽83歲 |
| 23   | 1968年   | 沈宗李 | 37期     | 18次     | 上校       | 1955年分發第4大隊第23中隊駕駛F-84及F-100A、1968年4月調任第35中隊駕駛U-2C、1973年調任駐越南大使館副武官、1975年調任空軍總部情報署、1976年調任國防部情報次長室禮賓處、1977年1月上校退伍後申請輔導轉任華航機師、1992年轉職長榮航空機師、1996年獲民航局聘認為自訓機師的督訓教官、1998年屆齡退休定居加拿大溫哥華；2024年加拿大時間4月18日於溫哥華安詳過世， 享耆壽92歲。 |
| 24   | 1971年   | 錢柱   | 42期     | 23次     | 中校       | 1970年調任第35中隊駕駛U-2R、1974年11月1日第35中隊解編後中校退伍申請輔導轉任華航機師 |
| 25   | 1971年   | 邱松州 | 39期     | 19次     | 中校       | 1958年分發第3大隊、1959年調任第4大隊第23中隊駕駛F-100A、1971年調任第35中隊駕駛U-2R、1974年5月24日執行第35中隊最後一次(第220次)偵照任務、1974年11月1日第35中隊解編後調任專機中隊駕駛C-47及C-54(中美號)、1977年中校退伍後申請輔導轉任遠航機師、1997年自遠航退休、2019年9月11日病逝於中華民國台北市享壽84歲 |
| 26   | 1971年   | 魏誠   | 43期     | 9次      | 中校       | 1962年分發第5大隊第26中隊駕駛F-86、1971年調任第35中隊駕駛U-2R、1974年11月1日第35中隊解編後調任專機中隊駕駛C-47及C-54(中美號)、1978年中校退伍後申請輔導轉任華航機師、2000年自華航波音747-400型客機機長職務屆齡退休 |
| 27   | 1973年   | 易志強 | 40期     | 2次      | 中校       | 1972年3月調任第35中隊駕駛U-2R、1974年11月1日第35中隊解編後調任駐美國大使館副武官 |
| 28   | 1973年   | 蔡盛雄 | 46期     | 1次      | 上校       | 1965年分發第5大隊、1971年調任第41中隊、1972年3月調任第35中隊駕駛U-2R、1974年11月1日第35中隊解編後調任原部隊、1980年調任大漠計畫沙烏地阿拉伯聯絡組組長、1988年上校退伍後申請輔導轉任華航機師、2003年自華航波音747-400型客機機長職務屆齡退休 |

- 1968年3月16日，范鴻棣為飛進大陸偵察的最後一人，後續因中美雙方調整政策，U-2R型戰略偵察機沿中國大陸海岸線15浬外飛行，並啟用新型傾斜式照相機執行偵照任務，不再飛進大陸。

- 1973年，蔡盛雄是最後一位完成U-2R型戰略偵察機換裝訓練的中華民國空軍飛行官。

- 1974年5月24日，黑貓中隊最後一趟任務（第220次）由邱松州執行。1974年11月1日第35中隊解編時編制人員為中隊長王濤、副中隊長邱松州，飛行員易志強、錢柱、魏誠、蔡盛雄。國防部依個人意願分別安排轉入民航（王濤、錢柱）、駐美武官（易志強）、專機中隊（邱松州、魏誠），歸建原部隊（蔡盛雄） 。兩架U-2R型偵察機(編號051和053)則由美方飛行員Tom Lesan和Jerry Shilt於7月29日飛回美國愛德華空軍基地。第35中隊的設施與裝備由中隊長王濤上校辦理交接，由當時第五聯隊長王德輝少將接收。黑貓隊徽由後來美方在韓國成立U-2機隊時繼續沿用。黑貓中隊執行任務的範圍，舉凡東北的佳木斯、小豐滿電廠、瀋陽飛機製造廠、綏遠、北平、包頭、西安、成都、武漢、昆明、廣東、中越邊界、羅布泊原子彈爆試場等，皆在U-2的涵蓋範圍，面積超過一千餘萬平方公里。

- 郄耀華、梁德培、王政文、吳載熙、余清長、黃七賢等6員於訓練任務失事殉職。

- 陳懷、李南屏、黃榮北、張燮等4員於作戰任務失事殉職。

- 葉常棣於1963年11月1日下午被解放军擊落并俘虏，1969年11月释放安置在武汉，初务农、务工，文革结束后任华中工学院副教授、学院出版社英文编译组副组长；张立义于1965年1月10日被俘，1969年11月与叶常棣一起被释放，安置在南京，初务农、务工，文革结束后任南京航空学院实习工厂工程师、实习教学组副组长。兩人於1982年11月10日被批准经香港回台湾探亲，因當時中華民國政府顧忌而被拒返台，後經中情局協助移居美國。1990年9月4日，叶、张两人从美国返抵台湾[7]。叶常棣於2016年11月16日病逝享壽84歲[8]。张立义於2019年6月12日病逝享嵩壽90歲。[9]

王錫爵1965年退休後入中華航空當機師，於1986年劫持中華航空334號班機叛逃至中華人民共和國。
2010年3月26日，郄耀華、張燮與黃七賢入祀圓山忠烈祠，黑蝙蝠中隊二位特戰傘兵趙連生、張玉杰同時入祀。

### 歷任中隊長
| 任別   | 姓名   | 空官期別 | 前任職務         | 到任日期   | 離任日期   | 任職時間   | 退伍軍階 | 備註                                   |
| ------ | ------ | -------- | ---------------- | ---------- | ---------- | ---------- | -------- | -------------------------------------- |
| 第一任 | 盧錫良 | 18期     | 第34中隊中隊長   | 1961.02.01 | 1965.05.16 | 4年3.5個月 | 空軍上校 | 2008.12.15病逝美國洛杉磯，享壽85歲     |
| 第二任 | 楊世駒 | 25期     | 第35中隊副中隊長 | 1965.05.16 | 1969.05.31 | 4年0.5個月 | 空軍上校 | 2011.12.11病逝美國拉斯維加斯，享壽87歲 |
| 第三任 | 王太佑 | 26期     | 第35中隊副中隊長 | 1969.06.01 | 1970.08.16 | 1年3.5個月 | 空軍上校 | 2021.07.08病逝美國洛杉磯，享耆壽95歲   |
| 第四任 | 劉宅崇 | 30期     | 第35中隊副中隊長 | 1970.08.16 | 1973.11.16 | 3年3個月   | 空軍上校 | 1985.02.04病逝中華民國臺北市，享年56歲 |
| 第五任 | 王濤   | 33期     | 第35中隊副中隊長 | 1973.11.16 | 1974.11.01 | 11.5個月   | 空軍上校 | 2011.09.20病逝中華民國臺北市，享壽83歲 |

### 地面裝備士官長
| 職稱           | 姓名   | 入伍日期   | 退伍日期   | 服役時間  | 維修機型 | 退伍軍階       | 備註                                     |
| -------------- | ------ | ---------- | ---------- | --------- | --- | -------------- | ---------------------------------------- |
| 地面裝備士官長 | 劉善榮 | 1940.11.01 | 1983.05.01 | 42年6個月 | I-15、I-16、SB轟炸機、P-40、RP-38、B-25、RP-38、RP-51、RT-33、RF-84、RF-86、RF-100、RF-101、U-3、U-2、C-47共計16種機型 | 空軍一等士官長 | 2018.07.30病逝中華民國桃園市，享耆壽97歲 |

## 隊史紀要
- 民國47年（1958年）10月，空軍總司令部情報署長衣復恩，作戰署長雷炎均，於全軍各基地初選戰鬥機飛行員共12員。
- 民國48年4月，錄取楊世駒、陳懷、華錫鈞、郄耀華、王太佑、許仲揆等6員飛行員赴美國德州受訓。
- 民國48年（1959年）8月3日，一架U-2從德州勞克林空軍基地（英语：Laughlin Air Force Base）起飛執行訓練任務，由中華民國空軍華錫鈞少校駕駛，於猶他州上空發動機故障熄火，後於科羅拉多州科爾特斯成功進行了無人協助的夜間緊急迫降，這被稱為科爾特斯奇蹟。華錫鈞少校因拯救飛機及優異的駕駛能力被美國空軍授予飛行優異十字勳章[11][12][13][14]。
- 民國48年10月，除許仲揆上尉因操縱不當，遭淘汰改送內華達州納林斯基地接受F-100炸射教練訓練，其餘5員完訓返國。
- 民國49年7月，楊世駒等5員赴美複訓。
- 民國49年秋，衣復恩將軍命盧錫良為35中隊的開山隊長
- 民國49年11月，美方人員首批40餘名陸續進駐，隊長：盧錫良上校（原RB-57隊長）、副隊長：楊世駒中校、參謀長：包炳光中校、飛行計畫官：孫永慶中校、楊鎮海中校、補給官：歐陽岡少校、氣象官：蔣文魁少校、行政官：李伯魁中尉；U-2偵察機飛行員：楊世駒中校、陳懷少校、王太佑少校、郄耀華少校、華錫鈞少校。
- 民國50年1月3日，首架U-2C型機正式進駐桃園基地（飛機拆卸後，裝載在C-141運輸機，抵台後組裝試飛）。
- 民國50年2月1日，「空軍氣象偵察研究組」於桃園基地成立，直屬空軍總部情報署，對內稱為第35偵察中隊，實際為偵察敵方的戰略目的和研究其功用和動向。盧鍚良上校為首任組長(中隊長)。
- 民國50年2月，開始本場熟悉飛行及複訓，因台灣距大陸過近，為避開中共雷達偵知，故在本島上空飛行，以不超過四萬呎為限，需要上高空七萬呎時，則東飛太平洋上空實施。
- 民國50年3月，郄耀華少校執行夜航訓練，在降落時遇到異常側風使飛機失去控制墜毀於桃園空軍基地殉職，為首位訓練犧牲之U-2飛行員。〈側風〉
- 民國51年1月13日，陳懷少校執行首次中國大陸偵照任務，發現甘肅雙城子飛彈試驗場和臨近武功機場駐有Tu-16轟炸機，上午0700時自福建蜘蛛島進入大陸，飛越浙江溫州、衢縣至安徽蕪湖、安慶、蚌埠至河南開封、鄭州至山西臨汾，再轉赴寧夏、甘肅，沿額爾濟納河至蘭州、西安，復經湖北武漢、江西南昌、福建鷹潭、南平等十餘省縣，下午1540時任務完成。總航程3320浬，任務飛行時間達8小時40分鐘。
- 民國51年2月23日，楊世駒中校於上午0655時起飛，於西安發現原子能研究所，研究所內有核子反應爐及加速器，於蘭州發現可疑原子能工廠，於下午1650時降落在桃園基地。任務飛行時間達8小時50分鐘。
- 民國51年3月17日，華錫鈞少校於上午0640時起飛，偵照範圍為大陸西南地區、越南與中緬邊境。任務飛行時間為8小時45分鐘。
- 民國51年5月26日，王太佑少校於上午0930時起飛，偵照期間遭遇解放軍空軍30餘次攔截，均成功擺脫。
- 民國51年6月30日，華錫鈞少校奉命偵照大陸東北省份。
- 民國51年8月11日，華錫鈞少校奉命偵照大陸東北三省與北京地區。
- 民國51年9月8日，楊世駒中校奉命偵照廣東、湖南、江南等地，為國府未來D日反攻可能的空降點。但飛行中途U-2偵察機發生電機系統故障，偵照任務中止。
- 民國51年9月9日，陳懷中校於江西南昌遭SA-2飛彈擊落殉職，為黑貓中隊首位作戰任務殉職之隊員。
- 民國51年12月6日，華錫鈞中校奉命偵照大陸東北三省與北韓地區。
- 民國51年12月27日，華錫鈞中校奉命執行北越及寮國等重要目標偵照與電子偵察，上午0729時自桃園基地起飛，上午0919時由香港附近進入中國大陸，經陽江、遂溪、北海、東京灣，進入北越之清華，向東北折回經海防、諒山、龍州、河內，再沿雲南邊境至老街、奠邊府、思茅、木怒、佛海等地區。沿途能見度極差，空域烏雲密佈，無法執行偵照任務，下午1352時放棄任務直接返航，下午1430時降落桃園基地，總航程3000浬，任務飛行時間為7小時59分鐘。
- 民國51年12月28日，華錫鈞中校於48小時內再度奉命執行北越及寮國等重要目標偵照與電子偵察，此為U-2飛行員在48小時內連續出勤2次空前絕後的紀錄。
- 民國52年1月25日，中美簽訂「快刀計畫」協定初簽。
- 民國52年2月7日，楊世駒中校奉命飛往中蘇邊境偵察，回航時突然電力系統故障，在7萬呎高空只能推斷大概方位，摸索著往南韓方向尋找機場迫降。當時南韓空防已進入緊急狀態，因為他是由北韓飛入南韓。等到他平安降落漢城附近K-8機場後，U-2C偵察機還在跑道上滑行時就熄火了，因滯空過久燃油已用罄。
- 民國52年5月28日，王太佑中校奉命偵照蘭州地區，自韓國起飛。途中遭遇解放軍地對空飛彈攔截，採取迴避飛行姿態，成功完成任務。
- 民國52年5月30日，華錫鈞中校奉命偵照四川省份部分地區。
- 民國52年6月12日，華錫鈞中校奉命偵照大陸西北省份。
- 民國52年8月23日，李南屏中校執行個人首次偵照任務。
- 民國52年8月30日，葉常棣少校執行個人首次偵照任務。
- 民國52年9月25日，李南屏中校自溫州進入中國大陸，飛越衢州，自武漢到西安途中遭到解放軍地對空飛彈鎖定攔截。李南屏採取迴避飛行姿態，成功完成任務。
- 民國52年11月1日，葉常棣少校於華北上空遭SA-2飛彈擊落，被俘19年後獲釋。
- 民國53年2月，因任務需要於松山成立戰略目標研究組〈代號：新生計畫組〉。
- 民國53年3月23日，梁德培上尉於執行本島航路照相訓練返航途中，因操作不當飛機超速解體墜毀於巴士海峽墜海殉職，疑似飛機因超速解體失事，梁德培彈射出駕駛艙時，遭解體的機身撞擊落海溺水殉職，屍體後來在中國大陸沿海被一艘漁船撈起。
- 民國53年5月16日，李南屏中校執行任務，任務內容不明。
- 民國53年6月26日，李南屏中校執行任務，任務內容不明。
- 民國53年7月7日，李南屏中校於菲律賓起飛，飛往福建龍溪企圖拍攝中华人民共和国向北越運補的情形，不幸遭SA-2飛彈擊落殉職，李南屏隨U-2C偵察機墜落，當場於駕駛艙內殉職，根據解放軍的報告，此架U-2C偵察機的彈射椅並未安裝彈射炸藥，導致飛行員無法彈射出飛機。王錫爵執行個人首次偵照任務，上午0805時自桃園基地起飛。
- 民國53年10月31日，張立義少校執行個人首任偵照任務。
- 民國53年11月，張立義少校奉命執行偵照任務，由於U-2C偵察機出現ECM問題，放棄任務。
- 民國53年11月14日，張立義少校執行任務，任務內容不明。
- 民國53年11月23日，張立義少校執行任務，任務內容不明。
- 民國53年11月26日，王錫爵少校上午0200時起飛，自福建進入大陸飛往蘭州。在上午0510時遭解放軍第二導彈營發射3枚SA-2地對空飛彈攔截。機上搭載反飛彈電子裝備首次試用並成功反制。
- 民國53年12月9日，王政文中校執行個人首次偵照任務。
- 民國53年12月19日，王錫爵少校自南韓群山基地起飛，但U-2C偵察機出現ECM干擾自我檢測失敗，該次任務中止。原訂偵照路線自南韓群山至包頭、蘭州，桃園空軍基地降落。
- 民國53年12月30日，張立義少校執行任務，任務內容不明。
- 民國54年1月8日，王錫爵少校飛往大陸蘭州地區執行偵照任務，於桃園基地降落。
- 民國54年1月10日，張立義少校於華北包頭市上空遭SA-2地對空飛彈擊落，被俘18年後獲釋。
- 民國54年2月24日，吳載熙上尉執行個人首次偵照任務。
- 民國54年5月，楊世駒上校接任第二任組長(中隊長)。
- 民國54年7月20日，余清長少校執行個人首次偵照任務。
- 民國54年7月21日，莊人亮少校執行個人首次偵照任務。
- 民國54年7月31日，劉宅崇中校執行個人首次偵照任務。
- 民國54年10月22日，王政文中校於本島訓練航路照相墜海殉職，上午10時左右，U-2C偵察機在台灣東北三貂角位置時發出機體異常訊號，之後就失去消息，根據三貂角的居民和附近的一艘漁船曾目擊這架U-2C偵察機俯衝入海，飛行員未能來得及跳傘而殉職。
- 民國55年2月17日，吳載熙上尉於台中上空執行高空照相訓練飛行，因發動機故障準備迫降台中縣的清泉崗機場，迫降過程中又因視線不良轉而迫降台中市的水湳機場，迫降時因為民航跑道長度不及U-2C偵察機降落所需距離而衝出跑道，撞入民宅殉職。
- 民國55年6月21日，余清長少校於沖繩島外海執行長途高空訓練飛行，訓練任務中發動機發動油路破裂熄火，迫降沖繩島外海沙灘未果失事殉職。
- 民國55年7月，莊人亮少校在雲南昆明上空遭到解放軍SA-2飛彈攻擊，均成功閃避並完成任務。
- 民國55年7月，修訂編制，第35偵察中隊改隸直屬空軍總司令部。
- 民國56年3月，美國政府及中華民國政府共同修訂「快刀計畫」內容並簽約。
- 民國56年5月7日，由莊人亮少校自泰國的Takhli空軍基地出發，執行代號為TABASCO計畫（任務編號為C167C）完成新疆羅布泊原子彈試驗場投置兩具輻射偵測器任務。
- 民國56年8月10日，鄒燕錦偵照上海與杭州等地。
- 民國56年9月8日，黃榮北上尉於華東嘉興上空遭紅旗地對空飛彈擊落殉職。
- 民國57年3月16日，第35偵察中隊停止深入大陸偵照。自民國51年1月迄今共執行深入大陸戰略偵照任務104架次。最後一次深入大陸偵照U-2C飛行員為范鴻棣少校。
- 民國57年5月，偵照任務改為沿大陸沿海傾斜偵照。
- 民國57年9月12日，與美方簽訂戰略目標研究〈新生〉計畫作業協定。
- 民國58年1月5日，張燮中校於華東墜海殉職，當時天氣不佳，造成U2機結構因遇亂流而受損，張燮在桃園東北方165英哩處發出求救訊號後彈射跳傘，搜救的船隻在落海的地點搜尋數天，但只找到了少許的飛機殘骸，一年後有艘漁船在彭佳嶼附近發現了張燮的一些遺物。
- 民國58年2月，換裝性能優良之U-2R型偵察機。
- 民國58年4月8日，U-2R型偵察機執行首次任務。
- 民國58年6月，王太佑上校接任第三任組長(中隊長)。
- 民國59年8月，劉宅崇上校接任第四任組長(中隊長)。
- 民國59年11月24日，黃七賢中校於桃園基地實施起落訓練時殉職，在進場落地時遭到異常側風，重飛失敗墜毀殉職〈失火〉。
- 民國61年4月19日，邱松州中校執行個人首次偵照任務。
- 民國61年5月3日，邱松州中校執行任務，任務內容不明。
- 民國61年6月27日，邱松州中校執行任務，任務內容不明。
- 民國61年7月20日，邱松州中校執行任務，任務內容不明。
- 民國61年8月11日，邱松州中校執行任務，任務內容不明。
- 民國61年9月3日，邱松州中校執行任務，任務內容不明。
- 民國61年9月19日，邱松州中校執行任務，任務內容不明。
- 民國61年10月12日，邱松州中校執行任務，任務內容不明。
- 民國61年10月28日，邱松州中校執行任務，任務內容不明。
- 民國61年11月18日，邱松州中校執行任務，任務內容不明。
- 民國62年2月24日，邱松州中校執行任務，任務內容不明。
- 民國62年4月6日，邱松州中校執行任務，任務內容不明。
- 民國62年5月10日，邱松州中校執行任務，任務內容不明。
- 民國62年7月13日，邱松州中校執行任務，任務內容不明。
- 民國62年7月31日，魏誠少校執行個人首次偵照任務。
- 民國62年8月4日，邱松州中校執行任務，任務內容不明。
- 民國62年10月5日，邱松州中校執行任務，任務內容不明。
- 民國62年11月，王濤上校接任最後一任組長(中隊長)。
- 民國62年12月18日，邱松州中校執行任務，任務內容不明。
- 民國63年2月12日，易志強少校執行個人首次偵照任務，任務編號為C044C。
- 民國63年4月11日，蔡盛雄少校執行個人首次偵照任務，任務編號C124C。由桃園基地起飛，航路經山東半島往南到上海沿海一帶偵照。
- 民國63年4月26日，邱松州中校執行任務，任務內容不明。
- 民國63年5月24日，邱松州中校執行最後一次偵照任務，任務編號為C194C。
- 民國63年6月11日，正式中止計劃並撤退美方人員。
- 民國63年11月1日，第35偵察中隊正式解編。成立13年共執行220次戰略偵察任務，完訓隊員共28員，作戰及訓練殉職共10員。

| 項次 | 日期           | 隊史紀要                                                                                                | 備註                   |
| ---- | -------------- | --- | ---------------------- |
| 1    | 1959年4月      | 中華民國首批6名飛行官楊世駒、陳懷、華錫鈞、郄耀華、王太佑、許仲揆赴美接受U-2A型偵察機換裝訓練           |                        |
| 2    | 1960年7月      | 中華民國首批5名U-2A型偵察機完訓飛行官楊世駒、陳懷生、華錫鈞、郄耀華、王太佑赴美接受U-2C型偵察機換裝訓練 |                        |
| 3    | 1960年11月     | 美國中情局G特遣隊(東南亞偵察計畫)及H特遣隊(中國大陸偵察計畫)40餘人進駐空軍桃園基地                      |                        |
| 4    | 1961年2月1日   | 中華民國空軍總司令部情報署正式成立「空軍氣象偵察研究組」/空軍編制「第35偵察中隊」/隊徽暱稱「黑貓中隊」  |                        |
| 5    | 1961年3月19日  | 郄耀華少校駕駛U-2C型偵察機於桃園空軍基地訓練任務墜地失事                                                | 訓練殉職               |
| 6    | 1962年1月13日  | 陳懷少校駕駛U-2C型偵察機執行黑貓中隊首次深入中國大陸內陸戰略偵照任務                                    |                        |
| 7    | 1962年9月9日   | 陳懷中校駕駛U-2C型偵察機於江西南昌遭SA-2飛彈擊落失事                                                    | 作戰殉職               |
| 8    | 1963年1月25日  | 美國政府與中華民國政府簽署「快刀計畫」合作協定                                                          |                        |
| 9    | 1963年11月1日  | 葉常棣少校駕駛U-2C型偵察機於江西鷹潭遭SA-2飛彈擊落失事                                                  | 跳傘被俘               |
| 10   | 1964年3月23日  | 梁德培上尉駕駛U-2C型偵察機於巴士海峽海域訓練任務墜海失事                                                | 訓練殉職               |
| 11   | 1964年7月7日   | 李南屏中校駕駛U-2C型偵察機於福建漳州遭SA-2飛彈擊落失事                                                  | 作戰殉職               |
| 12   | 1964年10月16日 | 中華人民共和國成功試爆第一枚原子彈                                                                      |                        |
| 13   | 1965年1月10日  | 張立義少校駕駛U-2C型偵察機於內蒙古包頭遭SA-2飛彈擊落失事                                                | 跳傘被俘               |
| 14   | 1965年10月22日 | 王政文中校駕駛U-2C型偵察機於三貂角海域訓練任務墜海失事                                                  | 訓練殉職               |
| 15   | 1966年2月17日  | 吳載熙上尉駕駛U-2C型偵察機於水湳機場訓練任務墜地失事                                                    | 訓練殉職               |
| 16   | 1966年6月21日  | 余清長少校駕駛U-2C型偵察機於沖繩島海域訓練任務墜海失事                                                  | 訓練殉職               |
| 17   | 1967年5月7日   | 莊人亮少校駕駛U-2C型偵察機於泰國的Takhli空軍基地起飛執行代號為TABASCO計畫                               |                        |
| 18   | 1967年9月8日   | 黃榮北上尉駕駛U-2C型偵察機於浙江省嘉興市遭紅旗二號飛彈擊落失事                                          | 作戰殉職               |
| 19   | 1968年5月16日  | 范鴻棣少校執行黑貓中隊最後一次深入中國大陸內陸地區戰略偵照任務                                          |                        |
| 20   | 1969年1月5日   | 張燮中校駕駛U-2C型偵察機於黃海海域飛機故障墜海失蹤                                                      | 作戰殉職               |
| 21   | 1969年4月8日   | 黑貓中隊換裝新型U-2R型偵察機執行偵照任務                                                                |                        |
| 22   | 1970年11月24日 | 黃七賢中校駕駛U-2R型偵察機於空軍桃園基地起降訓練時墜地失事                                              | 訓練殉職               |
| 23   | 1971年2月21日  | 美國總統尼克森訪問中華人民共和國                                                                        |                        |
| 24   | 1971年10月25日 | 中華人民共和國正式取代中華民國在聯合國常任理事國席位                                                    | 中華民國宣布退出聯合國 |
| 25   | 1974年5月24日  | 邱松州中校駕駛U-2R型偵察機執行黑貓中隊最後一次(第220次)戰略偵察任務                                     |                        |
| 26   | 1974年7月18日  | 美國中情局結束《快刀計畫》並開始撤離G特遣隊、H特遣隊及兩架U-2R型偵察機                                  |                        |
| 27   | 1974年10月1日  | 美國中情局G特遣隊及H特遣隊撤離完畢並歸還空軍桃園基地U-2R型偵察機機棚及廠房設施                          |                        |
| 28   | 1974年11月1日  | 中華民國空軍總司令部正式解編「空軍氣象偵察研究組」/「第35偵察中隊」/「黑貓中隊」                        |                        |

## 失事紀錄

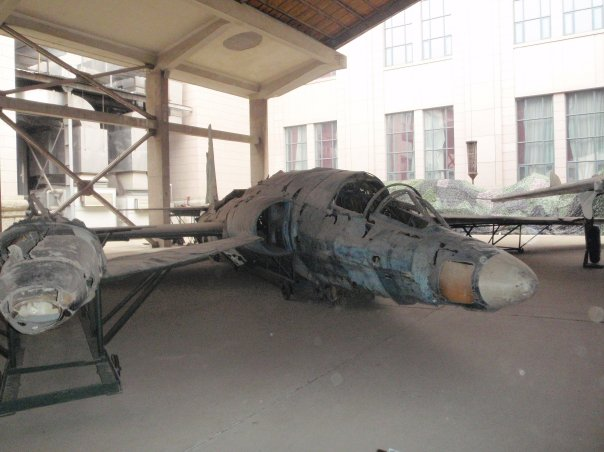
U-2C偵察機，編號56-6691，1965年1月10日中華民國空軍少校張立義駕駛該機遭解放軍擊落，目前在軍博館室內專區展出

### 美國訓練期間失事
黑貓中隊在美國訓練期間，總計5架U-2偵察機失事，4架機毀，1架機損修復，飛行官均平安。
- 1959年8月3日：華錫鈞少校駕駛U-2A夜航訓練，熄火迫降，機損人安。
- 1959年10月：許仲揆上尉駕駛U-2A首飛時，推拉操縱桿時間過晚使得飛機衝出跑道失事，機毀人安。許仲揆改派赴內華達州內利斯空軍基地接受F-100超級軍刀戰鬥機炸射訓練。
- 1964年8月14日與12月19日：盛世禮上尉在美國亞利桑那大衛山基地受訓，因操縱不當跳傘2次，機毀人安。盛世禮後來於1973年6月12日駕TF-104G（編號4142）執行夜航訓練時撞山，與前座飛行員邵倫一同殉職。
- 1966年3月22日：范鴻棣少校在美國亞利桑那州大衛山基地受訓，於飛行時機械故障跳傘，機毀人安，出勤次數11次。

| 編號 | 日期           | 飛行官 | 空官期別 | 完訓年份 | 失事摘要                                                           | 備註               |
| ---- | -------------- | ------ | -------- | -------- | ------------------------------------------------------------------ | ------------------ |
| 1    | 1959年8月3日   | 華錫鈞 | 26期     | 1959年   | 赴美受訓駕駛U-2A型偵察機夜間訓練熄火迫降                           | 機損人安(迫降獲救) |
| 2    | 1959年10月     | 許仲揆 |          | 未完訓   | 赴美受訓駕駛U-2A型偵察機首飛訓練起飛推頭過晚又修正過量機腹著地墜毀 | 機毀人安(迫降獲救) |
| 3    | 1964年8月14日  | 盛世禮 | 39期     | 未完訓   | 赴美受訓駕駛U-2C型偵察機首飛訓練操縱不當飛機墜毀                   | 機毀人安(跳傘獲救) |
| 4    | 1964年12月19日 | 盛世禮 | 39期     | 未完訓   | 赴美受訓駕駛U-2C型偵察機訓練再度操縱不當飛機墜毀                   | 機毀人安(跳傘獲救) |
| 5    | 1966年3月22日  | 范鴻棣 | 38期     | 1966年   | 赴美受訓駕駛U-2C型偵察機訓練時因機械故障飛機墜毀                   | 機毀人安(跳傘獲救) |

### 台灣訓練任務失事
黑貓中隊在台灣訓練任務，總計6架U-2偵察機失事機毀人亡，6名飛行官殉職。
- 1961年3月19日：郄耀華少校在桃園基地作夜間起落訓練時失事，飛機偏出跑道起火殉職，出勤次數0次。
- 1964年3月23日：梁德培少校於本島航路照相訓練時，因操作不當，飛機超速解體墜落巴士海峽，遺體一週後由漁船撈獲，出勤次數0次。
- 1965年10月22日：王政文少校在本島訓練航路照相時，操縱不當超速解體，飛機墜落臺灣北部三貂角深海中，僅發現部分殘骸，出勤次數6次。
- 1966年2月17日：吳載熙少校作高空照相訓練飛行，因高空發動機熄火下降，準備降落清泉岡軍用機場，因測場不准迫降水湳機場，碰及民房失事重傷殉職，出勤次數6次。
- 1966年6月21日：余清長少校於長途高空訓練飛行中，發動機油路破裂熄火，迫降沖繩島外海沙灘未果，失事殉職，出勤次數6次。
- 1970年11月24日：黃七賢少校於桃園作起落訓練時失事殉職，出勤次數6次。

| 編號 | 日期           | 飛行官 | 空官期別 | 完訓年份 | 偵照次數 | 失事摘要                                                                       | 備註     |
| ---- | -------------- | ------ | -------- | -------- | -------- | ------------------------------------------------------------------------------ | -------- |
| 1    | 1961年3月19日  | 郄耀華 | 26期     | 1959年   | 0次      | 駕駛U-2C型偵察機執行桃園基地夜間起降訓練時飛機偏出跑道墜毀                     | 訓練殉職 |
| 2    | 1964年3月23日  | 梁德培 | 37期     | 1963年   | 0次      | 駕駛U-2C型偵察機執行本島航路偵照訓練時飛機超速解體墜毀                         | 訓練殉職 |
| 3    | 1965年10月22日 | 王政文 | 33期     | 1964年   | 6次      | 駕駛U-2C型偵察機執行本島航路偵照訓練時飛機超速解體墜毀                         | 訓練殉職 |
| 4    | 1966年2月17日  | 吳載熙 | 39期     | 1964年   | 6次      | 駕駛U-2C型偵察機執行高空偵照訓練任務時發動機熄火迫降水湳機場撞擊民宅           | 訓練殉職 |
| 5    | 1966年6月21日  | 余清長 | 34期     | 1965年   | 6次      | 駕駛U-2C型偵察機執行長途訓練任務時發動機油路破裂熄火迫降沖繩島外海沙灘未果墜海 | 訓練殉職 |
| 6    | 1970年11月24日 | 黃七賢 | 36期     | 1968年   | 6次      | 駕駛U-2R型偵察機執行桃園基地夜間起降訓練時遭側風影響墜毀                       | 訓練殉職 |

### 作戰任務失事
中華民國空軍第35中隊（空軍氣象偵察研究組）在作戰任務期間，總計6架U-2型偵察機失事，4名飛行官殉職，2名飛行官被俘。其中5架U-2型偵察機為中華人民共和國人民解放軍空軍第543部隊（中央石油勘探隊）所擊落。
- 1962年9月9日：陳懷生中校駕駛編號「378」的U-2在桃園機場起飛，前往執行西安偵察任務，在江西省南昌被中華人民共和國人民解放軍空軍第543部隊獨立第2營以SA-2飛彈擊落身亡。

- 1963年11月1日：葉常棣少校駕駛U-2對武漢疑似核武器設施執行偵察任務，後在江西鷹潭附近被中華人民共和國人民解放軍空軍第543部隊獨立第2營的SA-2飛彈擊落被俘囚禁勞改19年。1982年11月10日與張立義少校於香港獲釋，1983年5月2日經美國中情局協助安排赴美定居，1990年9月5日獲中華民國國防部同意返台辦理少校軍階退伍。

- 1964年7月7日：李南屏中校自菲律賓庫比角空軍基地（英语：Naval Air Station Cubi Point）起飛，偵察中華人民共和国對北越於海南島中越邊境的補給路線，在福建省澄海縣上空被解放軍空軍第543部隊獨立第2營SA-2飛彈擊落，李南屏彈射逃生失敗身亡。

- 1965年1月10日：張立義少校執行山東半島至内蒙古包頭夜間紅外線偵照任務，以判讀附近中華人民共和國原子彈工廠產量，被解放軍空軍第543部隊獨立第1營SA-2飛彈擊中，跳傘被俘囚禁勞改18年，於1982年11月10日與葉常棣少校於香港獲釋，1983年5月2日經美國中情局協助安排赴美定居，1990年9月5日獲中華民國國防部同意返台辦理少校軍階退伍。

- 1967年9月8日：黃榮北少校執行江蘇上空偵照任務，在浙江省嘉興市被中華人民共和國人民解放軍空軍第543部隊獨立第14營仿製SA-2的紅旗二號飛彈擊落身亡。

- 1969年1月5日：張燮中校執行夜間河北沿海偵照任務，起飛後進入黃海上空，飛機操縱失靈墜海，經海空搜索一週無獲。

| 編號 | 日期          | 飛行官 | 空官期別 | 偵照次數 | 失事摘要                                                     | 失事機型 | 解放軍部隊(中央石油勘探隊)                                    | 解放軍飛彈型號           | 備註                   |
| ---- | ------------- | ------ | -------- | -------- | ------------------------------------------------------------ | -------- | ------------------------------------------------------------- | ------------------------ | ---------------------- |
| 1    | 1962年9月9日  | 陳懷生 | 28期     | 4次      | 執行西安偵察任務於江西省南昌遭擊落                           | U-2C型   | 543部隊第2營（1964年7月23日因戰功獲國防部授予英雄營榮譽稱號） | 蘇聯製SA-2               | 作戰殉職               |
| 2    | 1963年11月1日 | 葉常棣 | 34期     | 3次      | 執行武漢核武器設施偵察任務於江西鷹潭遭擊落                   | U-2C型   | 543部隊第2營（1964年7月23日因戰功獲國防部授予英雄營榮譽稱號） | 蘇聯製SA-2               | 被俘囚禁勞改19年後獲釋 |
| 3    | 1964年7月7日  | 李南屏 | 31期     | 7次      | 執行中共對北越補給路線偵察任務於福建省澄海縣遭擊落           | U-2C型   | 543部隊第2營（1964年7月23日因戰功獲國防部授予英雄營榮譽稱號） | 蘇聯製SA-2               | 作戰殉職               |
| 4    | 1965年1月10日 | 張立義 | 30期     | 5次      | 執行山東半島至内蒙古包頭夜間紅外線偵察任務於包頭遭擊落       | U-2C型   | 543部隊第1營                                                  | 蘇聯製SA-2               | 被俘囚禁勞改18年後獲釋 |
| 5    | 1967年9月8日  | 黃榮北 | 39期     | 1次      | 執行江蘇偵察任務於浙江省嘉興市遭擊落                         | U-2C型   | 543部隊第14營                                                 | 中华人民共和国製紅旗二號 | 作戰殉職               |
| 6    | 1969年1月5日  | 張燮   | 35期     | 8次      | 執行河北沿海夜間紅外線偵察任務於黃海上空飛機操縱失靈墜海失蹤 | U-2C型   |                                                               |                          | 作戰殉職               |

## 評價
站在中華民國政府的角度而言，黑貓中隊努力奮鬥的結果，不但確保了美援的供應，也保衛了台澎金馬的安全，使得中華民國能夠持續生存發展到今天。
根據黑貓中隊飛行員華錫鈞先生的描述，中華民國空軍第35中隊協助美國戰略航空司令部與中央情報局掌握了中華人民共和國的核子發展，也讓美國方面瞭解了蘇聯與中華人民共和國分道揚鑣的情況，促成總統尼克森對中國大陸的訪問，使得美國與中華人民共和國關係正常化。
立場親共的鳳凰衛視還曾為他們製作專題紀錄片。
中華民國的陳水扁政府時期為了宣傳中華民國與中國大陸冷戰時期對抗的歷史，由時任副總統呂秀蓮親自對黑貓中隊進行了表揚。

## 重生的圖資
1998年中央研究院與國防部簽訂「飛遠專案」數位典藏合作計畫，推動老舊空照圖資數位化的工程，並建立相關資料庫，計畫持續至今，已建置全球最大的中國與臺灣地理資訊系統的資料庫。該計畫由中研院地理資訊科學研究專題中心推動，黑貓中隊涉險拍下的U-2航照圖，即是其中重要的典藏內容。 

## 相关影视作品
- 《疾风魅影黑猫中队》
- 《绝密543》

### 相關文獻
- 《黑貓中隊》‧包柯克、翁台生合著，聯經出版事業公司，1990年4月15日，ISBN 9570803134
- 《失落的黑貓：兩個被俘中華U-2飛行員的故事》（Lost Black Cats: Story of Two Captured Chinese U-2 Pilots），華錫鈞（H. Mike Hua）著，Bloomington, Indiana, Author House，2005，ISBN 978-1418499181
- 《黑貓中隊：七萬呎飛行紀事》，沈麗文著，大塊文化，2010年1月26日，ISBN 9789862131633
- 《高空間諜：坎培拉戰略行動》 盧錫良 劉文孝編著  ISBN 9789578628120 1996年7月1日

## 外部連結
- u2dh
- 黒猫中隊影片 （页面存档备份，存于）
- 空軍-第35黑貓中隊 - 手模網站
- 黑蝙蝙中隊及黑貓中隊簡介影片 （页面存档备份，存于） - YouTube